# Йосиповка (Шептицкий район)
Йосиповка (укр. Йосипівка) — село в Радеховской городской общине Шептицкого района Львовской области Украины.
Население по переписи 2001 года составляло 242 человека. Занимает площадь 0,514 км². Почтовый индекс — 80203. Телефонный код — 3255.

## История
В 1946 г. Указом ПВС УССР хутор Юзефов переименован в Йосиповку.